# Cropia sigrida
Cropia sigrida är en fjärilsart som beskrevs av William Schaus 1933. Cropia sigrida ingår i släktet Cropia och familjen nattflyn. Inga underarter finns listade i Catalogue of Life.